# Rasmus Langeland
Rasmus Olsen Langeland, född 8 februari 1873, död 1954, var en norsk jordbrukare och politiker.
Langeland var representant för Bondepartiet i Stortinget från 1922, minister för offentliga arbeten i Peder Kolstads regering 1931-32 och i Jens Hundseids regering 1932-33.